# キハヌイルルモク
キハヌイルルモク（Kihanuilulumoku）は、ハワイ島のアリイ。ハワイの聖歌で言及されている。
カウホラヌイマフと出身家が不明なマウイ島出身の妻ネウラの息子で後継者だった
。
母親の妹である叔母のワイオレア（マウイ出身）と結婚した。 息子はリロアであり、カラニカウレレイアイウィの祖先であった。ヒナと呼ばれる側室もいた。息子はホオラナの貴族となった。